# Nobuharu Baba
Nobuharu Baba (japonsky: 馬場 信春, Baba Nobuharu; 1514 – 29. června 1575), syn Torasady Baby, byl jedním z takzvaných „24 generálů“ sloužících Šingenu Takedovi. Byl znám také pod jménem Nobufusa. Jako jeden ze starších vazalů měl možnost sloužit třem generacím klanu Takeda, od Nobutory až po Kacujoriho. Účastnil se téměř každého Šingenova tažení, zejména bitev o Kawanakadžimu, Odawaru/Mimasetoge (1569) a Mikatagaharu (1572). Jeho služby byly roku 1550 oceněny přidělením hradu Fukaši v provincii Šinano a stal se dědicem titulu Mino no kami po Toratanem Harovi, který zemřel roku 1564. I přes rozepře, které panovaly mezi ním a Kacujorim, se účastnil boje proti Nobunagovi v bitvě u Nagašina v roce 1575. V krvavé řeži, během které padlo více než 10 tisíc Kacujorových vojáků, se mu podařilo přežít a krýt Kacujoriho únik. Krátce na to byl rozdrcen spolu se zbytkem svých mužů postupujícími Nobunagovými vojsky.
Dle kroniky Kojo Gunkan se s Nobufusou radil sám Šingen o otázkách zásadního významu a obdržel titul fudai. Zúčastnil se téměř 21 bitev bez jediného zranění a zapsal se nesmazatelně do japonské historie.